# Semniomima josialis
Semniomima josialis is een vlinder uit de familie van de grasmotten (Crambidae). De wetenschappelijke naam van deze soort is voor het eerst voorgesteld als Noctuelia josialis door George Francis Hampson in een publicatie uit 1918.
De soort komt voor in Venezuela.